# Dalton Prout
Dalton Prout, född 13 mars 1990, är en kanadensisk professionell ishockeyspelare som är kontrakterad till Calgary Flames i NHL och spelar för deras primära samarbetspartner Stockton Heat i AHL.
Han har tidigare spelat för New Jersey Devils och Columbus Blue Jackets i NHL och på lägre nivåer för Cleveland Monsters och Springfield Falcons i AHL.
Han draftades i sjätte rundan i 2010 års draft av Columbus Blue Jackets som 154:e spelare totalt.
30 december 2017 blev han tradad från New Jersey Devils till Calgary Flames i utbyte mot Eddie Läck.